# روزا تاندیلیان
روزا آرمنی تاندیلیان (ارمنی: Ռոզա Արմենի Թանդիլյան؛  زادهٔ ۱۲ مهٔ ۱۹۳۱) نوازنده پیانو، کارشناس علوم پرورشی اهل ارمنستان است.

## زندگی‌نامه
وی در ۱۲ مهٔ ۱۹۳۱ در ایروان به دنیا آمد و از کالج دولتی موسیقی رومانوس ملیکیان، کنسرواتوار دولتی کومیتاس ایروان و هنرستان موسیقی آلکساندر اسپنداریان فارغ‌التحصیل گشت. همچنین برندهٔ جوایزی همچون هنرمند شایسته ارمنستان شوروی (۱۹۸۳) شده است.